# Jairam Navas
Jairam Navas (Maracay, Venezuela) es una modelo, actriz, deportista, locutora y exreina de belleza venezolana, conocida por ser la primera venezolana que ganó el certamen Reinado Internacional del Café en 1998.

## Biografía
De familia venezolana, pero decidió sacar su nacionalidad holandesa. Para obtenerla, se preparó por años para el "Inburgeren" prueba de "Sociedad, Cultura e Historia holandesa" (en holandés). Neerlandés como segundo idioma = "Nederlands als tweede taal" = NT2. Obtuvo 90/100 lo que permitió conseguir una beca del estado y seguir estudiando. Domina los idiomas: inglés, holandés. Es cinturón negro 1.er dan en Tae-Kwon-Do y campeona de la selección juvenil de Tae-Kwon-Do Venezuela. Comenzó a muy corta edad en el medio como bailarina y actriz infantil en shows de TV. De la mano de Guillermo "fantástico" González y gracias al programa "Se busca una estrella infantil" empezó su recorrido. Ha sido "Mini Pop" y luego perteneció al ballet de Marjori Flores (Venevisión). Con el tiempo, y luego de varias audiciones logró entrar en "AA Studio de Danza" con profesores de la talla de Anita Vivas y Antonio Drija. 
Con 17 años participó en el Miss Venezuela, representando al Distrito Federal, 2.ª finalista. Luego fue enviada a Manizales, Colombia para representar a Venezuela en el Reinado Internacional del Café en 1998, obtuvo la primera corona para Venezuela en ese certamen (Primera vez que una reina en ese concurso, gana con la votación del jurado, la prensa y el público). Lo que le permitió seguir trabajando en Colombia impulsando distintas actividades y obras sociales, entre ellas: rescatar el valor y el respeto por las personas de tercera edad. Fue designada para participar en el Miss Atlántico Internacional 1999, en Uruguay donde obtuvo la banda de Miss Simpatía y un puesto como semifinalista, debido al éxito obtenido fue condecorada por la Organización Cisneros. En 1999 participó en el Miss Atlántico. Posteriormente culminó sus estudios Liberal Arts and Sciences "Collage" que empezó en Rider University New Jersey. Es locutora de la Universidad Central de Venezuela. Recordada por su programa de radio: "Tu Generación" y por ser MegaVj de PumaTv. 
A su edad ha vivido en: New Jersey, en España y Holanda. Trabajó por 5 años en el canal español "La Sexta" en "España" (Juego Tv - La Sexta Juega) y luego en Holanda por 10 años, donde hizo campañas de modelaje y publicidad entre ellas: Centrum vitamine KLM Heineken Holland Casino Hunkermuller y ha sido imagen de Philips Sonicare Airfloss a nivel mundial. Se desempeñó como actriz y figurante para:'Ideeren is gek op jack'para el canal holandés "RTL" con la reconocida actriz Linda de Mol. "Het Spaanse Schaep" para el canal holandés "VPRO" y para "Disney Channel Benelux" (Holanda, Bélgica y Luxemburgo). Su compromiso con su familia y los suyos la llevó a regresar a Venezuela donde se destacó como locutora en el programa Yo soy Mega por La Mega 107.3 FM. Ha sido voz de los premios Inter y Pepsi Music, ha entrevistado a actores de gran talla como Anthony Hopkins, Ralph Fiennes (en la entrevista Ralph le dice que quiere vivir con ella, en su casa, así de cautivado quedó el actor con su simpatía) Ha entrevistado a distintas bandas: Deftones, Korn, Red Hot Chilli Peppers, Slayer, Cypress Hill, entre otras. Recientemente entrevistó a Nasri de la banda Magic! y Dani Macaco. 
Es embajadora de Olimpiadas Especiales Special_Olympics junto a ellos y gracias a la alianza de One World Play Project (OWPP), Club de Leones Internacional, un total de 69 instituciones deportivas y organizaciones comunitarias de escasos recursos económicos recibieron balones resistentes a cualquier superficie, denominados “Jugando para el Mundo” 6000 balones que están repartiendo en equipo por Venezuela. “No se trata solo de enviar un objeto para la distracción y práctica de un deporte; con ello también fomentamos valores, ilusiones, y herramientas para ser mejores". 
Ella siente que su misión es impulsar el arte como vehículo de expresión en su país natal, por eso se une a las distintas iniciativas que fluyen con su filosofía. Al igual que el deporte, considera y ha comprobado a lo largo de su vida que el deporte es indispensable para crear valores, principios de vida que funcionan como punto de encuentro entre los ciudadanos. 
Es una amante de la naturaleza, practica yoga y se involucra con mucha pasión. Agradece enormemente esa "vena social" que le facilita su entrega a las actividades con personas con discapacidad y crear "enlaces" "puentes" entre todos los que puede. Ha dado charlas junto a la organización "Somos Posibles" para incentivar a los jóvenes que se encuentran ahora estudiando en Venezuela y es parte del equipo de Álvaro Pérez Kattar "Venezolano Yo?".
Actualmente vive en Caracas y se desempeña como locutora de Unión Radio y el circuito Mega. 
Conduce un programa junto al profesor Briceño llamado "Disparejos" de lunes a viernes de 5a7pm.
Voluntario del 2014 - Special_Olympics
Personalidad del Año 2015 - Premios Union Rock Show * https://paltoque.com/galeria-de-fotos-premios-union-rock-show-2015/